# ホビらじ
『ホビらじ』は、PCゲーム『はぴねす!』に出演した声優3人組がパーソナリティを務めるインターネットラジオである。2005年6月1日から、隔週水曜日にHOBiRECORDSのオフィシャルサイト内で配信が開始された。裏ホビらじもある。音泉で『はぴねす!瑞穂坂学園校内放送』が始まったことなど、大人の事情により2006年9月20日分を配信せず休止。実質2006年9月6日配信の第34回が最終回。2007年1月には公式サイトも抹消された。

## 概要
パーソナリティは、榊原ゆい、成瀬未亜、安玖深音の3人。裏のパーソナリティは榊原ゆい、APの2人である。スポンサーは、HOBiRECORDS。
第1回放送からOgg Vorbis版のテスト配信を行なっている（Ogg Vorbis版での配信を検討中であった）。第1回放送の前に収録した第0回が存在したが、パーソナリティ3人のテンションが高すぎるという理由でお蔵入りしている。楽曲のリクエストはHOBiRECORDSよりリリースされたもののみ。

## テーマ曲
オープニング
- 「dreaming」

作詞・作曲：榊原ゆい、編曲：幡手康隆 (T's Music)
当初CD化に際し、成瀬と安玖深の曲をカップリングに入れる、ラジオCDにするなど、番組内でいろいろな案が持ち上がったが、番組終了に伴い実現しなかった。その後、 榊原の3rdアルバム『princess』に収録された。
エンディング
「dreaming」をスローテンポにアレンジしたオフヴォーカルバージョンが用いられている。

## コーナー
（出典：）
ふつおた
普通のお便りを紹介するコーナー。
ジングルを作ろう
コマーシャル明けに流すジングル（番組コール）をリスナーから送られてきたシチュエーションをもとに作るコーナー。セリフは全て「ホビらじ」。
宝塚男子学生寮
基本的に女性リスナー限定の相談コーナー。男性リスナーからの相談も可能。パーソナリティが男性キャラクターに扮して進行し、女性は子猫ちゃん、男性は子犬ちゃんと呼ばれる。
登場キャラクター
キャラクターデザインは成瀬未亜が担当。絵は上記出典を参照のこと。
- ゆい（声 - 榊原ゆい）

生徒会長で、学園で1番頭が良い。古風染みたところがある。
- 未亜（声 - 成瀬未亜）

3つもの部活に所属し、それぞれでキャプテンを務めるほどのスポーツ好き。女子を好む。
- 音（声 - 安玖深音）

3学年飛び級している天才少年。年上の女子からは好かれている。
ギャラ倍増計画
ロト6を買って、儲けようというコーナー。
知ったかトーク
出されたお題について知っているような振りをしてトークをするコーナー。
早口インフォメーション
噛まずに早口でインフォメーションを伝えることに挑戦するコーナー。
ダメ絶対音感
パーソナリティ3人の声を聞き分けるリスナー参加クイズ。正解者にはプレゼントがあった。
ホビらじファンタジー
ファンタジーRPGを模したリスナー参加型のラジオドラマ。毎回お題が変更となる。
ホビらじ三國志
リスナーが成瀬軍・榊原軍・安玖深軍に分かれ、お題に対して回答していくリスナー参加型コーナー。
- 第1回 - 勝者成瀬軍、敗者榊原軍
- 第2回 - 勝者榊原軍、敗者成瀬軍
- 第3回 - 勝者安玖深軍、敗者榊原軍

## エピソード
- 『はぴねす! りらっくす』の流通をHOBiRECORDSの親会社であるホビボックスが担当したことから、この番組をモチーフにした「はぴらじ」というラジオCDが特典となった。パーソナリティには当番組の3人に加え、日向裕羅が参加した。「宝塚男子学生寮」のコーナーは「瑞穂坂男子学生寮」（瑞穂坂は『はぴねす!』の舞台）という題名になり、4人で行われた。

## ゲスト
（出典：）
- 第2回（2005年6月15日配信） - いとうかなこ
- 第5回（2005年7月27日配信） - 日向裕羅
- 第9回（2005年9月21日配信） - 中原涼、細井聡司
- 第11回（2005年10月19日配信） - 日向裕羅

## 備考
- 『LOVE×れでぃお』の第22回（2006年3月配信）において、アシスタントパーソナリティである師匠の代役としてAPが登場。また、『裏ホビらじ』終了後の2006年12月には『裏VE×れでぃお』がスタート。裏のコンビはこちらに引き継がれ、リニューアルを経て2011年4月まで放送された。
- 番組終了後、『ホビらじ PRESENTS MC NatsackのRADIO RUSHHOUR』という番組が2007年4月6日から2008年2月8日まで配信されたが、こちらはHOBiRECORDS提供であること以外、特に当番組との関連はない。